# Budo na Letnich Igrzyskach Olimpijskich 1964
Budō na Letnich Igrzyskach Olimpijskich 1964, odbyło się jako dyscyplina pokazowa w dniu 15 października w hali Nippon Budōkan. W ramach zawodów budō rozegrano trzy konkurencje: kendo (japońska szermierka), kyūdō (japońskie łucznictwo) oraz zapasy sumo. Raport olimpijski z letnich igrzysk olimpijskich z 1964 w Tokio nie wspomina o ilości zawodników biorących udział w zawodach budō ze względu na demonstracyjny i nieoficjalny charakter dyscypliny.